# Drosophila pseudosaltans
Drosophila pseudosaltans är en tvåvingeart som beskrevs av Magalhaes 1956. Drosophila pseudosaltans ingår i släktet Drosophila och familjen daggflugor.
Artens utbredningsområde är Brasilien.